# マジェンタレーン
『マジェンタレーン』（原題: Magentalane）は、1981年10月にキャピトル・レコードからリリースされたカナディアン・プログレッシブ・ロック・バンド、クラトゥの5枚目となるスタジオ・アルバムで、クラトゥ名義では最後のオリジナル・アルバムとなった。プロデュースはクラトゥのメンバー自身が担当し、ファースト・アルバム『クラトゥ』路線に戻されたサウンドとなっている。このアルバムは前作『エンデインジャード・スピーシーズ』でのキャピトルとの軋轢からアメリカではリリースされず、カナダとメキシコだけでのリリースとなった。1995年になってアメリカのPermanent Press RecordsからCDでリリースされ、2007年にはBullseye Recordsからもリリースされた。このアルバム発売の翌1982年4月にはギタリストのディー・ロングがバンドから脱退してしまい、最終的には1982年8月にクラトゥは解散した。
このアルバムは、DUN - アルカンジェロ (Arcangelo) から、2009年12月18日にリマスター+リイシュー版の紙ジャケット仕様（ARC-7326）として再発された。

## 収録曲
| #   | タイトル                                                  | 作詞・作曲                               | 時間 |
| --- | --------------------------------------------------------- | ---------------------------------------- | ---- |
| 1.  | 「ミリオン・マイルズ・アウェイ - "A Million Miles Away"」 | ジョン・ウォロシャク                     | 3:39 |
| 2.  | 「ラヴ・オブ・ア・ウーマン - "The Love of a Woman"」      | ウォロシャク                             | 3:23 |
| 3.  | 「ブルー・スモーク - "Blue Smoke"」                       | ウォロシャク、ディノ・トーム (Dino Tome) | 4:41 |
| 4.  | 「ドント・ワナ・ゴー・ホーム - "I Don't Wanna Go Home"」  | ウォロシャク                             | 2:51 |
| 5.  | 「ディセンバー・ドリーム - "December Dream"」             | ウォロシャク、テリー・ドレーパー         | 4:20 |
| 6.  | 「マジェンタレーン - "Magentalane"」                      | ウォロシャク、トーム                     | 2:35 |
| 7.  | 「この虹の果てで - "At the End of the Rainbow"」          | ディー・ロング                           | 3:30 |
| 8.  | 「ミセス・トードのクッキー - "Mrs. Toad's Cookies"」      | ウォロシャク、トーム                     | 3:06 |
| 9.  | 「ムーヴ・トゥ・マーズ - "Maybe I'll Move to Mars"」      | ロング                                   | 5:15 |
| 10. | 「マジェンタレーン - "Magentalane (It Feels So Good)"」   | ウォロシャク、トーム                     | 0:56 |

## パーソネル
- ジョン・ウォロシャク (John Woloschuk) - ボーカル、ピアノ、アコースティック・ギター、キーボード、ベース、ヴィブラフォン、エレクトリック・シタール、オカリナ、グロッケンシュピール
- ディー・ロング (Dee Long) - ボーカル、エレクトリック・ギター、マンドリン、スライド・ギター、コルグ・シンセサイザー
- テリー・ドレーパー (Terry Draper) - ドラム、パーカッション、ポリモーグ、トロンボーン、タンバリン、ボーカル

### アディショナル・ミュージシャン
- ジョン・ジョンソン (John Johnson) - サクソフォーン on "The Love of a Woman"
- メモ・アセヴェード (Memo Acevedo) - コンガ on "The Love of a Woman"
- アデル、ポール、ディック・アーミン (Adele, Paul and Dick Armin) - ストリングス on "The Love of a Woman", "December Dream" and "Maybe I'll Move to Mars"
- ジョージ・バートーク (George Bertok) - ピアノ on "Blue Smoke"
- ローン・グロスマン (Lorne Grossman) - ティンパニ、チャイム on "December Dream" and "Maybe I'll Move to Mars"
- ポール・アーヴァイン (Paul Irvine) - トランペット、トロンボーン on "December Dream" and "Maybe I'll Move to Mars"
- ジル・ヴォーゲル (Jill Vogel) - バック・ボーカル on "Mrs. Toad's Cookies"
- アンナ・ドレーパー (Anna Draper) - バック・ボーカル on "Mrs. Toad's Cookies"
- リンダ・デイヴィス (Linda Davies) - バック・ボーカル on "Mrs. Toad's Cookies"
- フランク・ワット (Frank Watt) - ドラム on "At The End of the Rainbow"
- ケン・ウォナメイカー (Ken Wannamaker) - ベース on "At The End of the Rainbow"
- デイヴ・ケネディ (Dave Kennedy) - ギター on "At The End of the Rainbow"